# Sd Kfz 222
Sd Kfz 222（独: Panzerspähwagen Sd.Kfz.222）は、第二次世界大戦中、ドイツ軍（ドイツ国防軍および武装親衛隊）によって使用された、偵察用の4輪装甲車である。1936年-1943年にかけて、約1,000両が生産された。Sd.Kfz.222は、第二次世界大戦の全期間に渡り、あらゆる戦線で使用された。

## 概要
1930年代前半、ドイツ再軍備に向けた最初の装輪装甲車として、Kfz.13および、その無線車であるKfz.14が生産されたが、これらは市販の乗用車に装甲を施しただけのもので、軍用車両としては大きく性能が不足していた。
このため、不整地走行に適した大型の軍用車両として開発された重統制型乗用車（s. gl. Einheits-Pkw）、ホルヒ 108のシャーシをリアエンジン化した装甲車用シャーシが開発され、これを用いた新型の装甲車が生産に移された。
これが、Sd.Kfz.221に始まる軽装甲偵察車系列である。割り振られた特殊車輌番号では系列2番目となるSd.Kfz.222は、Sd.Kfz.221の改良型/武装強化型で、Sd.Kfz.221よりもやや車内容積が大きい装甲車体に、20mm機関砲と7.92mm機関銃を備えた、より大型の砲塔を持っている。
Sd.Kfz.222の砲塔は背が低くオープントップで、上面前方およそ3分の2には、手榴弾避けの観音開きの金網カバーを備えていた。同系のSd.Kfz.221やSd.Kfz.223の金網カバーは単純な平板だったが、Sd.Kfz.222の場合は砲尾の機構をクリアするために金網の背を高めてある。また、この金網の高さは生産シリーズによっても（砲の機構の変化に伴い）違いがある。砲架は車体床面に据え付けられているため砲塔は武装のプラットフォームの役割は担っておらず、砲塔は砲架から突き出たリンクアームにより武装と一緒に回転するようになっている。したがって、実態としては全周式の防盾に近い（この点はSd.Kfz.221、Sd.Kfz.223の銃塔も同様）。

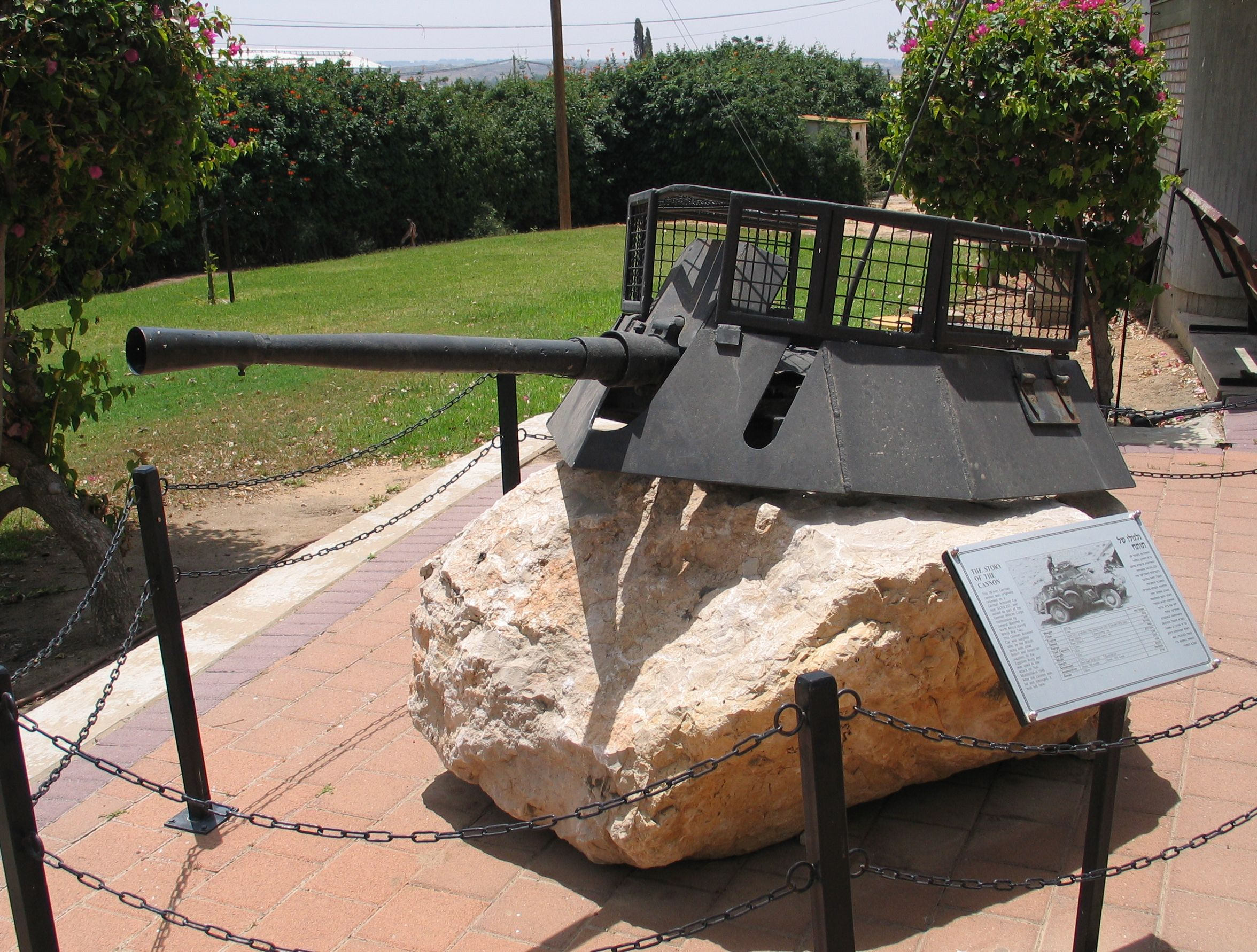
展示されるSd.Kfz.222の砲塔。金網カバーは後の修復によるもので、戦時中の実車とは形状が異なる

武装である20mm機関砲と同軸の7.92mm機関銃は、対空用として垂直近く（87°）まで仰角を掛けることが可能だが、ある程度以上に仰角を掛けるには、砲塔上面の金網カバーを開く必要があった。
機関銃1丁だけのSd.Kfz.221が1940年5月に生産を打ち切られたのに対して、Sd.Kfz.222は1943年半ばまで生産が続けられ、系列中最多の989両が生産された。生産は7つの生産シリーズに分かれ、そのひとつごとに細かく改良が行われた。主武装の20mm機関砲は当初、II号戦車と同じKwK 30だったが、途中からより高性能のKwK 38に換装された。生産第5シリーズまでは3.5リッターエンジン搭載のs.Pkw.I型シャーシが用いられたが、1942年5月以降は3.8リッターエンジンと油圧式ブレーキを備えたs.Pkw.I type V型シャーシに代わった。また、車体前面装甲の30mmへの増厚、車体後面グリルへの装甲カバーの追加なども行われた。
不整地走行を想定し開発された軍用車両のシャーシを利用した車両ではあったが、特に道路条件がよくない東部戦線では路外機動力が不足しており、半装軌式のSd.Kfz.250/9の量産開始に伴い、Sd.Kfz.222の生産は終了した。ただし、すでに生産されたSd.Kfz.222は大戦の終結まで使用された。
Sd.Kfz.222は、偵察大隊の装甲偵察車中隊に配備された。Sd.Kfz.222の任務は、小規模の敵部隊と遭遇した場合に20mm機関砲を用いて火力支援を行うことである。一方で無線機は短距離の車両間通信専用のFuG Spr Ger'a'しか持たないため、遠距離用無線機を搭載した車両（Sd.Kfz.223など）と組み合わせて使用されるのが前提となっていた。

## ドイツ以外の使用国
中華民国
1937年前後、Sd.Kfz.221、Sd.Kfz.223とともに若干数が輸入され、対日戦に使用された。中華民国軍が使用したSd.Kfz.222は、増加試作型もしくは輸出用のダウングレード型と思われるもので、各部の観察孔フラップがスリットが開いただけの単純な鋼板であること、同軸機銃（後の量産型と異なり7.92mm MG13機関銃が用いられていた）が量産型と逆に右側にあり、照準用スリットを持たないことなどの違いがある。
 ブルガリア公国
装備近代化の「バルバラ」計画に基づき、Sd.Kfz.222および.Sd.Kfz.223計20両が、1943年4月-7月にかけてドイツから導入され、B70001からB70020の軍登録車輌番号が与えられた。これらはブルガリア戦車旅団の装甲偵察大隊・装甲車中隊に配属された。
 ルーマニア王国
 エジプト

## 登場作品

### ゲーム
『R.U.S.E.』
ドイツの装甲偵察ユニットとして登場。
『コール オブ デューティシリーズ』
『CoD:FH』
ドイツ軍の装甲偵察車として登場する。
『CoD2』
ドイツ軍の装甲偵察車として登場する。とあるステージでは主人公、ジョン・デイビス軍曹が奪い、プレイヤーが操縦することが可能（厳密にいえば、機関砲を撃つのみ）になる。
『CoD2:BRO』
『CoD3』
ドイツ軍の装甲偵察車として登場する。

『スナイパーエリートV2』
ドイツ国防軍の車両として登場。

### アニメ
『新造人間キャシャーン』
第1話において、国防軍機動隊の装備として登場。BK-1に対して攻撃するも、歯が立たず、逆に破壊される。第3話冒頭では、アンドロ軍団によって破壊される。

## 参考資料
- P.チェンバレン、H.L.ドイル『ジャーマンタンクス』、大日本絵画、1986年
- von Horst Scheibert, "DEUTCHE LEICHT PANZERSPÄHWAGEN", PODZUN-PALLAS-VERLAG, 1984
- Kaloyan Matev, "Armored Vehicles 1935 - 1945", Angela publishers, 2000
- 高橋慶史、『ラスト・オブ・カンプフグルッペ』、大日本絵画、2001年
- 滕昕雲、『抗戰時期國軍　機械化／装甲部隊歴畫史 1929-45　中國戰區之部』、軍事文粹、2003年